# Dizajn leka
Dizajn leka (racionalni dizajn leka racionalni dizajn) je kreativni proces nalaženja novih lekova koristeći poznavanje biološkog cilja. Lek je najčešće organski mali molekul koji aktivira ili inhibira funkciju biomolekula kao što je protein, čime se proizvodi terapeutski efekat kod pacijenta. U najosnovnijem smislju, dizajn leka obuhvata dizajn malih molekula koji su komplementarnog oblika i naelektrisanja sa biomolekulskim ciljem sa kojim oni formiraju interakcije. Dizajn leka se često oslanja na tehnike računarskog modelovanja. Ovaj tip modelovanje se često naziva računarom pomognuti dizajn leka. Dizajn leka koji se oslanja na poznavanje trodimenzione struktrue biomolekulskog cilja je poznat kao strukturni dizajn leka.
Fraza „dizajn leka“ je u izvesnoj meri neprecizna. Ona zapravo podrazumeva dizajn liganda (i.e., dizajn malog molekula koji se čvrsto vezuje za svoj cilj). Mada su tehnike za predviđanje afiniteta vezivanja relativno uspešne, postoje mnoge druke karakteristike, kao što su biodostupnost, poluvreme eliminacije, odsustvo nuspojava, itd., koje je potrebno optimizovati pre nego što ligand može da postane bezbedan i efikasan lek. Te druge karakteristike je često teško optimizovati koristeći tehnike racionalnog dizajna leka.

## Literatura
- Cohen, N. Claude (1996). Guidebook on Molecular Modeling in Drug Design. Boston: Academic Press.  978-0-12-178245-0.
- Madsen, Ulf; Krogsgaard-Larsen, Povl; Liljefors, Tommy (2002). Textbook of Drug Design and Discovery. Washington, DC: Taylor & Francis.  978-0-415-28288-8.

## Spoljašnje veze
- Drug+Design на 